# Сергєєв-Ценський Сергій Миколайович
Сергі́й Микола́йович Сергє́єв-Це́нський (справжнє прізвище — Сергєєв; 18 [30] вересня 1875, Бабіно — 3 грудня 1958, Алушта) — російський радянський письменник. Академік Академії наук СРСР з 1943 року, доктор філологічних наук.

## Біографія
Народився 18 [30] вересня 1875 року в селі Бабіному Тамбовської губернії, Російська імперія (нині селище Преображення Розсказовського району Тамбовської області, Росія) в сім'ї земського учителя. 1880 року його сім'я переїхала до Тамбова, де він 1887 по 1890 рік навчався в Тамбовському повітовому училищі, а у 1891—1892 роках — у Катерининському інституті, звідки його відрахували за сімейними обставинами.
1895 року закінчив Глухівський учительський інститут і став учителем. Працював викладачем фізики та математики в Павлограді; у 1896—1897 роках викладав російську мову в п'ятикласному училищі у Кам'янець-Подільському. Протягом 1898—1899 років навчався у Харківському університеті.
У 1904—1905 роках перебував на військовій службі. Після звільнення мешкав в Алушті, де 1906 року придбав маєток на південному схилі Орлиної гори. На початку Першої світової війни був призваний в ополчення і направлений до Севастополя, але незабаром звільнений у «безстрокову відпустку».
Під час німецько-радянської війни евакуювався з дружиною в місто Куйбишев, потім в Алма-Ату. У 1944 році переїхав до Москви, а трохи згодом повернувся до Алушти.
Помер в Алушті 3 грудня 1958 року. Похований в Алушті у склепі на території нинішнього музею-садиби. 1960 року над склепом встановлений надгробок із білого черепашника, на якому закріплена плита із білого мармуру. За склепом встановлений монумент — скульптурна напівфігура письменника на прямокутному п'єдесталі, що встановлений на цоколі із черепашника.

## Творчість
Друкуватися почав 1898 року, почав з віршів. Автор прозових творів:
- «Тундра» (1902)[b];
- «Сад» (1905);
- «Бабаєв» (1907);
- «Лісова трясовина» (1907);
- «Печаль полів» (1909)[c];
- «Рух» (1910);
- «Надра» (1913);
- «Лерік» (1913);
- «Диво» (1923);
- «Жорстокість» (1926);
- «У бурю» (1929);
- «Щасливиця» (1932);
- «Маяк в тумані» (1933);
- «Севастопольская страда» (1937—1939, тритомна епопея)[d];
- «Флот і фортеця» (1942);
- «Справжні люди» (1943, збірка оповідань)[e];
- «Синопський бій» (1944, інша назва — «Віцеадмірал Нахімов»);
- «Рідна земля» (1958, збірка віршів);
- «Московська повість» (опублікована у 1961 році).

Головний твір письменника — незавершена багатотомна епопея «Перетворення Росії» (1914—1958). До неї увійшли: 12 романів: «Перетворення» (інша назва «Валя», 1914), «Приречені на загибель» (1923, опубліковано у 1927 році, нова редакція 1955), «Леви і сонце» (1933), «Шукати, завжди шукати!» (1934—1935), «Зауряд-полк» (1934), «Маси, машини, стихії» (інша назва — «Люта зима», 1936), «Бурхлива весна» (1942), «Спекотне літо» (1943), «Гармати видвигають» (1944), «Гармати заговорили» (1944, опубліковано у 1956 році), «Вибух на світанку» (1951—1955), «Весна в Криму» (незакінчений, опублікований у 1959 році); 3 повісті: «Пристав Дерябін» (1911, нова редакція — 1955); «Перетворення людини» (частина 1 — «Наклонна Олена», 1914; частина 2 — «Суд», 1955), «Капітан Коняєв» (1919, інша назва — «Суміш») та 2 етюди: «Ленін у серпні 1914 року» (1957), «Побачення» (опубліковний у 1959 році). Епопея відобразила життя дореволюційного російського суспільства, події першої світової війни, лютневої революції 1917 року, громадянської війни.
У 1920—1930-ті роки писав романи і повісті про Олександра Пушкіна («Наречена Пушкіна»), Михайла Лермонтова («Мішель Лермонтов»), Миколу Гоголя («Гоголь йде в ніч»).
Автор низки п'єс («Біля гробу Пушкіна», 1937; «Віцеадмірал Корнілов», 1941; «Поет і чернь», 1944); літературних спогадів про Максима Горького, Іллю Рєпіна, Олексія Новикова-Прибоя (збірка «Про художню майстерність», 1956).
Книги письменника перекладені багатьма мовами народів СРСР та іноземними мовами.
За його однойменною повістю у 1981 році створено телефільм В'ячеслава Прокопенка «Ведмежа».

## Відзнаки
- Нагороджений орденом «Знак Пошани» (31 січня 1939), двома орденами Трудового Червоного Прапора (12 листопада 1945; 1950), орденом Леніна (30 вересня 1955; за видатні заслуги в галузі художньої літератури та у зв'язку з 80-річчям від дня народження[5]), медалями;
- Лауреат Сталінської премії за 1941 рік (за тритомну епопею «Севастопольская страда»).

## Вшанування
- 1962 року в Алушті відкрито музей письменника;
- У 1966 році в Алушті, у сквері на вулиці Червонофлотській, № 9, письменнику встановлено пам'ятник: письменник зображений виступаючим із промовою перед невидимою аудитрію. Голова із пишними кудрями ледь припіднята і повернута праворуч. Погляд спрямований вперед. У лівій руці тримає книгу, права рука опущена вздовж тулуба. Фігура встановлена на майданчику із гранітних плит розміром 2,15 і 3,5 × 0,25 м. На п'єдесталі висічений напис: «С. Сергеев-Ценский»[8];
- У 1975 році в Тамбові на набережній Цни письменнику встановлено гранітний пам'ятник (автори — скульптори Сергій Лебедєв і Тетяна Вельцен, архітектор Олександр Куликов)[4];
- Іменем Сергія Сергєєва-Ценського названо вулиці в Алушті, Сімферополі, Севастополі, Вінниці, Павлограді, Тамбові;
- 25 квітня 1994 року на честь на честь письменника названий астероїд[9] відкритий 31 серпня 1978 року радянським астрономом Миколою Черних;
- Серед письменників Росії відбувається літературний конкурс імені Сергія Сергєєва-Ценського «Перетворення Росії»[10].

## Виноски
1. ↑  Псевдонім Ценський від назви річки Цни, що протікає Тамбовом[4].
2. ↑  Перший прозовий твір. Надрукований у журналі «Російська думка».
3. ↑  Лірична повість про російське село.
4. ↑  Про оборону Севастополя в Кримську війну 1853—1856 років.
5. ↑  Про патріотизм радянських людей у боротьбі проти фашизму.